# 1932年夏季奥林匹克运动会葡萄牙代表团
1932年夏季奥林匹克运动会葡萄牙代表团是葡萄牙派出的1932年夏季奥林匹克运动会代表团。